# Адигеја
Адигеја, или званично Република Адигеја (рус. Республика Адыгея, адиг. Адыгэ Республик) је конститутивни субјект Руске Федерације са статусом републике на простору Северног Кавказа. Главни град републике је град Мајкоп.

## Етимологија
Република је добила име по титуларном народу – Адигејцима који су, након Руса (око 65%), најбројнији народ у овој републици (око 25%). Адигејци су народ кавкаског порекла, већином исламске вероисповести.
Реч адиге, долази из черкеског језика и значи „племенити”.

## Историја
Адигејци су староседелачки народ Кавказа и спадају у етнолингвистичку скупину севернокавкаских народа, а у етничком смислу су им сродни Черкези (из Карачајево-Черкезије), Кабардинци, Абхази и Абазини. Преци Адигејаца били су познати као Черкези. Адигејска аутономна област формирана је 1922. године у саставу Совјетског Савеза и Руске СФСР, а у то време, административни центар области био је Краснодар.
До 1924. године, област је чинила засебну административну територију у оквиру Руске СФСР, да би 1924. године била стављена под јурисдикцију новоформираног Севернокавкаског краја. Од 1934. године, област је део Азовско-црноморског краја. Град Мајкоп постаје управни центар области 1936. године, а од 1937. године, област је део Краснодарског краја. Област је 1991. године добила статус републике и поново постаје потпуно засебна административна територија у саставу Руске Федерације.

## Становништво
| 1989.   | 2002.   | 2010.   |
| ------- | ------- | ------- |
| 432,588 | 447,109 | 439,996 |

### Градови
Највећи градови републике су (са приказом броја становника 2009. године): 
- Мајкоп (157.000)
- Јаблоновски (25.000)
- Енем (17.000)
- Гиагинскаја (14.000)
- Адигејск (12.000)

### Пописи

#### Попис из 1926.
- Адигејци = 50.821 (44,8%)
- Руси = 29.102 (25,6%)
- Украјинци = 26.405 (23,3%)

#### Попис из 1989.
- Руси = 293.640 (68,0%)
- Адигејци = 95.439 (22,1%)
- Украјинци = 13.755 (3,2%)
- Јермени = 10.460 (2,4%)

#### Попис из 2002.
- Руси = 288.280 (64,5%)
- Адигејци = 108.115 (24,2%)
- Јермени = 15.268 (3,4%)
- Украјинци = 9.091 (2,0%)

### Религија
Главна религија у републици је православље, које исповедају етнички Руси, Украјинци и Јермени, док су адигејски староседеоци углавном муслимани.